# (8697) Olofsson
(8697) Olofsson (1993 FT23) – planetoida z pasa głównego asteroid okrążająca Słońce w ciągu 5,48 lat w średniej odległości 3,11 au. Odkryta 21 marca 1993 roku.